# تشمتشرة دو (مقاطعة دورة)
تشمتشرة دو (بالفارسية: چم‌چره دو) هي قرية تقع في قسم دورة الريفي (مقاطعة دورة) في إيران. يقدر عدد سكانها بـ 35 نسمة .